# Putreguel
Putreguel es un caserío de la comuna de Máfil, ubicada en la parte sureste de la comuna.
Aquí se encuentra la Escuela Rural Putreguel.

## Hidrología
Putreguel se encuentra al sur del río Putregal.

## Accesibilidad y transporte
Putreguel se encuentra a 21 km de la ciudad de Máfil a través de la Ruta T-345.